# Novi (cognome)
Novi è un cognome di lingua italiana.

## Varianti
Nova, Novo, Nuovo.

## Origine e diffusione
Il cognome è panitaliano.
Potrebbe derivare da un toponimo o dal prenome Novello, risultando quindi variante di Novelli.

## Persone
- Emma Allis Novi, nota anche con lo pseudonimo di Emma Ivon (1851-1899) – attrice e scrittrice italiana
- Pasquale Novi (1915-1936) – militare italiano
- Tommaso Novi (1979) – cantautore, pianista e docente italiano